# NEWS LIVE DIAMOND
《NEWS LIVE DIAMOND》는 NEWS의 4번째 라이브 비디오 음반이다.

## 개요
〈WINTER PARTY DIAMOND LIVE TOUR〉 (2008년 10월 25일 ~ 2009년 1월 12일/전국 10개소)의 최종 공연이 되는, 오사카·쿄세라 돔 09년 1월 12일의 모습&투어 다큐멘터리를 수록한 LIVE DVD.
- SPECIAL REEL로서 멤버 각자가 셀프 프로듀스한 Music Clip.
- 특전 영상에 LIVE의 오프닝을 장식한, 타키자와 히데아키가 감독한 영상의 메이킹 풍경을 수록.
- 초회·통상의 패키지는 다르지만, 수록 내용은 같다 (음성 채널만 다르다).

### 초회 생산 한정
- 스페셜 패키지/삼방면 케이스 입
- 20P 소책자
- 3매 세트 (초회반은, 돌비 디지털 5.1 ch 서라운드가 수록되고 있기 때문에, DISC 매수가 많아지고 있다)

### 통상 사양
- 2매 세트
- 7면 14P 자켓
- 돌비 디지털 스테레오

## 수록 내용

### DISC1
LIVE 본편
1. OVERTURE
2. Happy Birthday
3. weeeek
4. ガンガンガンバッテ / 힘힘힘내
5. 裸足のシンデレラボーイ / 맨발의 신데렐라 보이
6. SUMMER TIME
7. MC
8. Why
9. バンビーナ / 밤비나
10. Say Hello
11. Party Time
12. シャララタンバリン / 샤라라 탬버린 (카토 시게아키 솔로)
13. 愛のマタドール / 사랑의 투우사 (테고시 유야 솔로)
14. SUPERMAN (마스다 타카히사 솔로)
15. I・ZA・NA・I・ZU・KI
16. 太陽のナミダ / 태양의 눈물
17. 星をめざして / 별을 향해서
18. Fiesta
19. EASY COME, EASY GO
20. MC
21. Share

### DISC2
1. 銀座ラプソディ / 긴자 랩소디 (코야마P: 코야마 케이치로, 야마시타 토모히사)
2. アイアイ傘 / 함께 쓴 우산 (테고마스)
3. 真冬のナガレボシ / 한겨울의 별똥별
4. SNOW EXPRESS
5. Forever
6. チェリッシュ / 체리시
7. 希望～Yell～ / 희망~Yell~
8. TEPPEN
9. ムラリスト / 무라리스토 (코야시게: 코야마 케이치로, 카토 시게아키)
10. MOLA (야마시타 토모히사 솔로)
11. ordinary (니시키도 료 솔로)
12. Change the World
13. BEACH ANGEL
14. FLY AGAIN

ENCORE
1. Smile Maker
2. きらめきの彼方へ / 반짝임의 저편으로
3. weeeek

W ENCORE
1. NEWSニッポン / NEWS 일본
2. 夢の数だけ愛が生まれる / 꿈의 수만큼 사랑이 태어난다

## TOUR DOCUMENTARY in DIAMOND 2008-2009
1. 10.25 ~ 26 센다이·핫 하우스 수퍼 아레나
2. 11.1 ~ 2 선돔 후쿠이
3. 11.15 ~ 16 마코마나이 세키스이하임 아이스 아레나
4. 12.6 ~ 7 오이타·비콘 프라자 컨벤션 홀
5. 12.13 ~ 14 히로시마 그린 아레나
6. 12.17 ~ 18 그랑멧세 쿠마모토
7. 12.21 ~ 23 나고야·니혼 가이시 스포츠 프라자 가이시 홀
8. 12.27 ~ 28 마린멧세 후쿠오카
9. 12.30 ~ 31, 1.1 도쿄 돔
10. 1.10 ~ 12 쿄세라 돔 오사카

## SPECIAL REEL
ORIGINAL MUSIC CLIP&MAKING
1. 《SUPERMAN》 (마스다 타카히사 솔로)
2. 《愛なんて 사랑 따윈》 (테고시 유야 솔로)
3. 《シャララタンバリン 샤라라 탬버린》 (카토 시게아키 솔로)
4. 《Love Addiction》 (코야마 케이치로 솔로)
5. 《code》 (니시키도 료 솔로)
6. 《MOLA（R-midwest REMIX）》 (야마시타 토모히사 솔로)

MAKING OF OPENING FILM